# Сельское поселение Дединовское
Сельское поселение Деди́новское — упразднённое в 2017 году муниципальное образование упразднённого Луховицкого муниципального района Московской области.

## Общие сведения
Образовано в ходе муниципальной реформы, в соответствии с Законом Московской области от 21.12.2004 года № 180/2004-ОЗ «О статусе и границах Луховицкого муниципального района и вновь образованных в его составе муниципальных образований».
Административный центр — село Дединово.

## География
Расположено в северной части Луховицкого района. Граничит с городским поселением Белоомут, сельскими поселениями Фруктовским, Головачёвским и Краснопоймовским, сельским поселением Заруденским Коломенского района, а также сельским поселением Раменским и городским поселением Рязановский Егорьевского района. Площадь территории муниципального образования составляет 27 935 га.

## Население
| 2006  | 2007  | 2008  | 2009  | 2010  | 2011  |
| ----- | ----- | ----- | ----- | ----- | ----- |
| 3969  | ↗4010 | ↗4024 | ↗4038 | ↘3672 | ↘3654 |
| 2012  | 2013  | 2014  | 2015  | 2016  | 2017  |
| →3654 | ↘3637 | ↘3567 | ↘3554 | ↘3442 | ↘3379 |

## Состав сельского поселения
В состав сельского поселения входят 9 населённых пунктов двух упразднённых административно-территориальных единиц — Дединовского и Ловецкого сельских округов:
| Название                     | Тип     | Население (2006) | Индекс | ОКАТО          | Бывшая административная единица |
| ---------------------------- | ------- | ---------------- | ------ | -------------- | ------------------------------- |
| Гольный Бугор                | деревня | 28               | 140551 | 46 230 834 002 | Ловецкий сельский округ         |
| Дединово                     | село    | 1975             | 140513 | 46 230 825 001 | Дединовский сельский округ      |
| Лесное                       | деревня | 30               | 140520 | 46 230 834 004 | Ловецкий сельский округ         |
| Лисьи Норы                   | деревня | 370              | 140513 | 46 230 825 002 | Дединовский сельский округ      |
| Ловецкие Борки               | деревня | 59               | 140551 | 46 230 834 003 | Ловецкий сельский округ         |
| Ловцы                        | село    | 1180             | 140551 | 46 230 834 001 | Ловецкий сельский округ         |
| Любичи                       | село    | 289              | 140513 | 46 230 825 004 | Дединовский сельский округ      |
| Ольшаны                      | деревня | 2                | 140551 | 46 230 834 005 | Ловецкий сельский округ         |
| отделения совхоза «Дединово» | посёлок | 26               | 140513 | 46 230 825 003 | Дединовский сельский округ      |